# Return of the Big Guns
Return of the Big Guns – szósty album studyjny The Skatalites, jamajskiej grupy muzycznej wykonującej ska.
Do nagrania płyty doszło z inicjatywy Chrisa Blackwella, właściciela brytyjskiej wytwórni Island Records, który w roku 1978 zaprosił muzyków oficjalnie nieistniejącego już od kilkunastu lat zespołu na wspólne sesje w Dynamic Studios w Kingston. W nagraniach udział wzięło sześciu spośród dziewięciu członków założycieli The Skatalites; zabrakło Johnny'ego "Dizzy" Moore'a, Jackiego Mittoo oraz nieżyjącego już Dona Drummonda (ten ostatni do spółki z Tommym McCookiem skomponował większość zawartych na krążku utworów jeszcze w latach 60.). Produkcją nagrań zajął się Carl Bradshaw.
Pierwotnie album miał ukazać się pod tytułem Big Guns, jednak po sprzeczce do jakiej doszło pomiędzy Blackwellem i McCookiem, The Skatalites w nie najlepszej atmosferze zakończyli współpracę z producentem, zaś materiał nie ujrzał światła dziennego aż do wydania go przez Island w roku 1984.
W roku 2004 nakładem Universal Music ukazała się reedycja albumu na płycie CD.

## Lista utworów

### Strona A
1. "After The Rain"
2. "Passing Through"
3. "Reasoning"
4. "Jogging"

### Strona B
1. "Meet To Come"
2. "Pep-Hep Lift"
3. "Eastern Rock"
4. "Mission"

## Muzycy

### The Skatalites
- Roland Alphonso - saksofon tenorowy
- Tommy McCook - saksofon tenorowy
- Lester "Ska" Sterling - saksofon altowy
- Lloyd Brevett - kontrabas
- Jerome "Jah Jerry" Haynes - gitara
- Lloyd Knibb - perkusja

### Gościnnie
- Calvin Cameron - puzon
- Arnold Brackenridge - trąbka
- Mickey Hanson - trąbka
- Dwight Pinkney - gitara
- Sidney Wolfe - perkusja
- Gladstone Anderson - fortepian